# Switchfoot

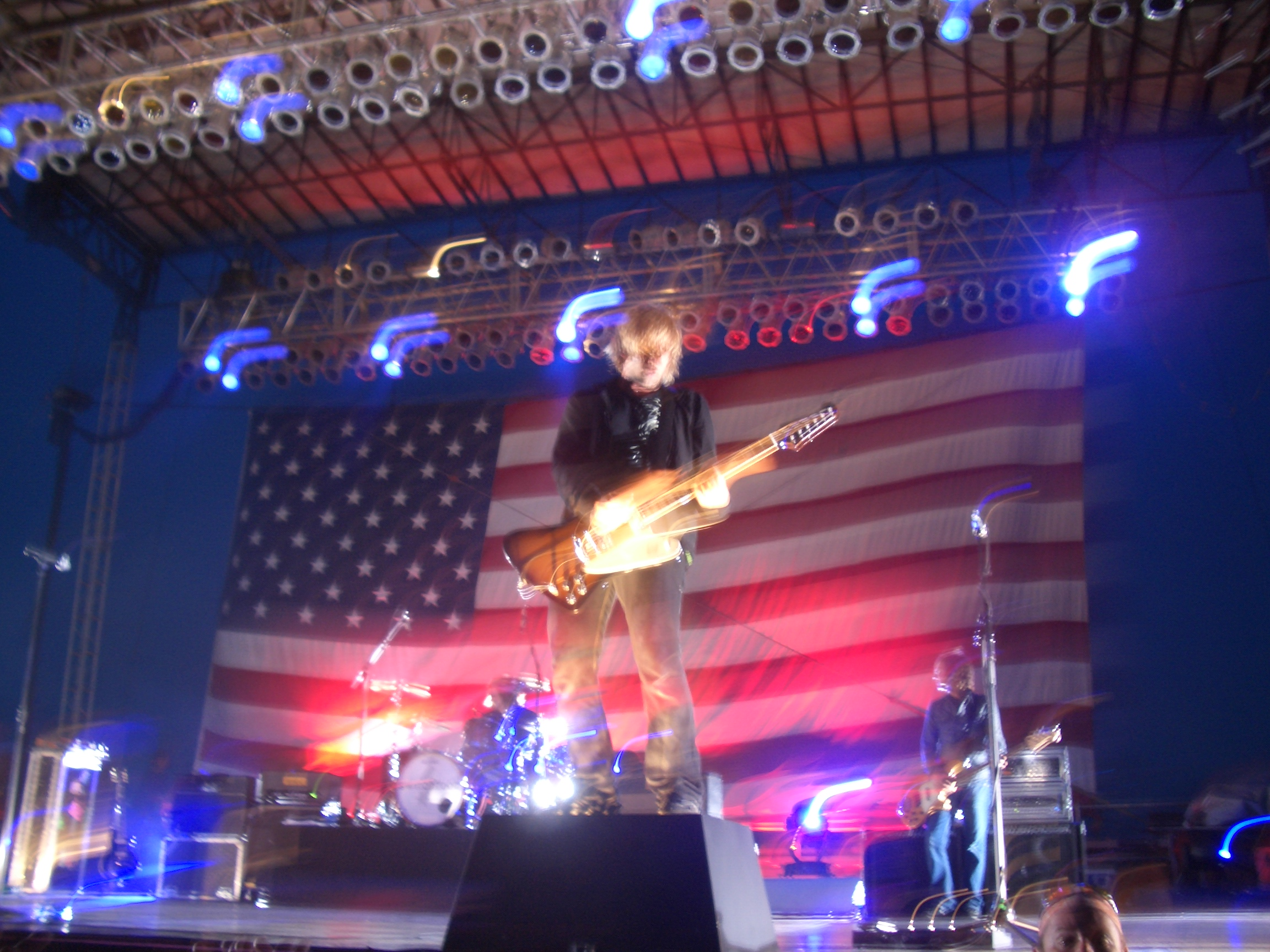
Live 2006

Switchfoot (också känd som Chin Up) är ett alternativt rockband från San Diego, Kalifornien, USA. 
Bandet startade på mitten av 1990-talet av bröderna Jonathan Foreman (gitarr, sång) och Tim Foreman (basgitarr, körsång) och deras nära vän Chad Butler (trummor). Namnet Switchfoot är en surfingterm som betyder att byta fot på brädan, alltså att åka "switchfoot", men kan också ses som att ändra synsätt på saker.

## Karriär
1997 släpptes Legend Of Chin - deras första album. De nådde ganska stor popularitet i hemtrakterna. De mest kända låtarna från albumet är Chem 6A och låten You som finns med som soundtrack på filmen A Walk To Remember.
1999 släpptes New Way To Be Human - Detta album når mer folk än deras tidigare. Mest kända låtarna är "New Way To Be Human", "Company Car" och "Only Hope" som också den är med i A Walk To Remember.
2000 släpptes Learning To Breathe - Bandet fortsätter att växa i och med detta album. Mest kända låtarna är "You Already Take Me There", "Learning To Breathe" (A Walk To Remember) och "I Dare You To Move" (A Walk To Remember). I och med detta album kom Jerome Fontamillas (gitarr, keyboard, körsång) med i bandet.
2003 släpptes The Beautiful Letdown - Det här albumet blev bandets genomslag med hittarna "Meant To Live" och en ny version av "I Dare You To Move", man släppte också en tredje singel "This Is Your Life".
Albumet sålde dubbel platinia i USA. 
2005 släpptes Nothing Is Sound - Albumet hamnade högt på Billboardslistan direkt. Singeln "Stars" hamnade högt på listorna i USA men främst på de mer alternativa radiostationerna. Detta album är inte lika mainstream som The Beautiful Letdown och man kan märka en viss skillnad. Nothing Is Sound är ett "mörkare" album. Albumet nådde inte den framgång som förväntades, mycket på grund av Sonys kopieringsskydd som gjorde att många fick kalla tillbaks sina skivor. Detta lär ha stoppat försäljningen avsevärt. Det släpptes ytterligare en singel, "We Are One Tonight". I och med detta album blev gitarristen Andrew Shirley officiellt med i bandet, han hade dock varit med sen Letdownturnén.
De spelade under sommaren 2006 in sitt sjätte album, Oh! Gravity, vilket släpptes den 26 december. Första singeln blev låten "Oh! Gravity" och den spelades hyfsat mycket på radio. Den andra singeln gick bättre, "Awakening". Videon  till "Awakening" har haft har långt över 2 miljoner "views" på Youtube.
2007 bröt bandet med skivbolaget Columbia Records, eftersom Switchfoot ville bli ett independentband. De skapade sin egen label, Lowercase People Records, och bland annat släppte Foreman några solosinglar under labeln.
I mars 2008 spelade bandet in låten "This is Home" för Narniafilmen Prins Caspian. Den 4 november släppte gruppen samlingsskivan The Best Yet.
2009 släppte bandet deras 10:e skiva Hello Hurricane.
2012 Spelade bandet för första gången i Sverige på Gullbrannafestivalen.

## Medlemmar
- Jon Foreman – sång, sologitarr, keyboard, piano (1996– ), rytmgitarr (1996–2001, 2005– )
- Tim Foreman – basgitarr, bakgrundssång, akustisk gitarr (1996– )
- Chad Butler – trummor, percussion (1996– )
- Jerome Fontamillas – keyboard, piano, synthesizer, rytmgitarr, bakgrundssång (2001– )
- Drew Shirley – sologitarr, bakgrundssång (2005– )

## Diskografi
Album
- 1997: Legend of Chin
- 1999: New Way to Be Human
- 2000: Learning to Breathe
- 2003: The Beautiful Letdown
- 2005: Nothing is Sound
- 2006: Oh! Gravity
- 2008: The Best Yet (samlingsalbum)
- 2009: Hello Hurricane
- 2011: Vice Verses
- 2013: Fading west
- 2016: Where the Light Shines Through
- 2019: Native Tongue